# اتفاقية إسبو
اتفاقية إسبو (بالإنجليزية: Espoo Convention)‏، هي اتفاقية تابعة للأمم المتحدة الاقتصادية لأوروبا تمّت المعاهدة عليها في إسبو في فنلندا عام 1991 ودخلت حيز التنفيذ في 1997. وتلزم الاتفاقية الدول والأطراف على تقييم الآثار البيئية في سياق عابر للحدود.
اعتباراً من 2014 صدّقت 44 دولة على الاتفاقية.